# 天主教蒙澤教區
天主教蒙澤教區（拉丁語：Dioecesis Monzensis）是贊比亞一個羅馬天主教教區，為盧薩卡總教區的附屬教區。
教區成立於1962年3月10日升為教區。包括南部省大部份地區。2004年有教友168,200人（佔轄區總人口12.0%）、廿一個堂區、五十九名司鐸。現任教區主教為梅瑟·哈穆戈雷（Moses Hamungole） 。